# Обнорский, Виктор Павлович
Ви́ктор Па́влович Обно́рский (23 ноября 1851 года, г. Грязовец Вологодской губернии — 17 апреля 1919 года, Томск) — русский революционер, один из организаторов и руководителей первых политических организаций рабочих в Российской империи.

## Биография

### Происхождение и ранние годы
Виктор Павлович Обнорский родился в Грязовце. В метрической книге записана дата 11 ноября 1851 года. Данные о социальном происхождении будущего революционера разнятся. Советская историческая энциклопедия пишет «из мещан». Другие источники пишут, что отец революционера — Павел Иванович имел чин унтер-офицера и до 1860-х годов служил (в основном в Кронштадте). Выйдя в отставку, Павел Иванович переехал к жене Пелагее Львовне и детям в Грязовец и стал членом инвалидной команды.
В семье Обнорских было четверо детей. Старшим был Евгений, средними были родившиеся в 1846 году близнецы Александр и Василий, младшим был Виктор. После смерти Павла Ивановича Пелагея Львовна переехала к своему брату в Вологду. Виктор поступил учиться в Вологодское уездное училище. Виктор Обнорский учился прилежно и успешно окончил училище, но из-за недостатка финансов не смог продолжить дальнейшее обучение.
Устроился учеником в слесарные мастерские в деревне Новинка, на Московском тракте.

### Революционная деятельность

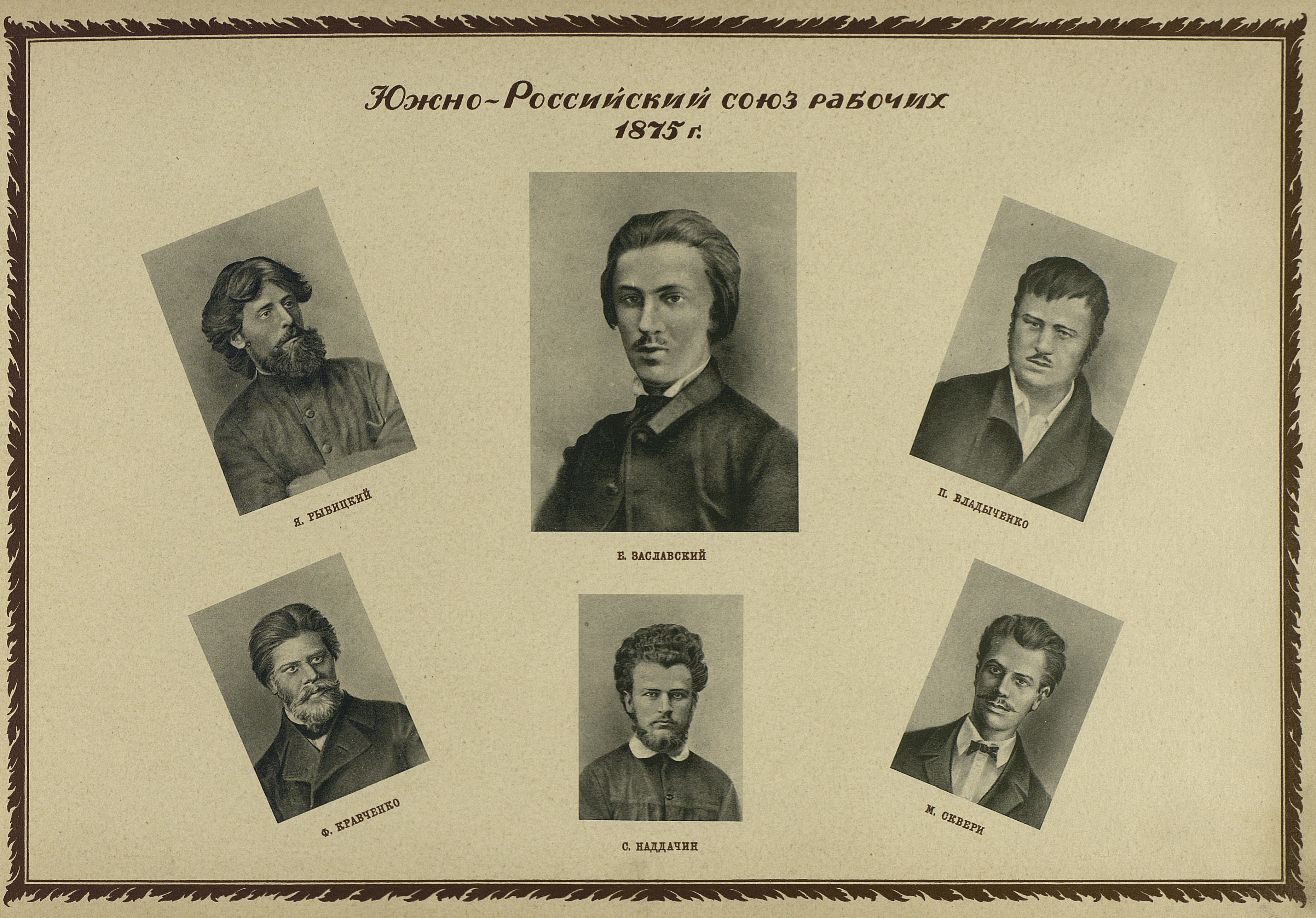
Лидеры Южнороссийского союза рабочих

В 1869 году Обнорский переехал в Санкт-Петербург. Попытка Виктора устроится на завод в Кронштадте не удалась. Благодаря помощи брата Александра, работавшего на патронном заводе в Санкт-Петербурге, он стал работать слесарем на этом заводе. На заводе было много революционных кружков народнического направления: «синегубовцы», «лавристы», «чайковцы». В 1872 году рабочий С. В. Митрофанов ввёл Обнорского в кружок «чайковцев». В 1869—1873 годы Обнорский работал на разных заводах столицы: на патронном, на заводе Нобеля, на заводе Плисса и иных. В конце 1873 года кружок чайковцев был разгромлен, но Обнорскому удалось скрыться, он перешёл на нелегальное положение революционера и вместе с А. А. Лисовским переехал в Москву, а затем в Одессу.
В Одессу Обнорский прибыл под фамилией Третьяков. Работал на заводе Фалька, городском водопроводе в железнодорожных мастерских. В Одессе Обнорский встречался с Ф. И. Кравченко, Н. Б. Наддачиным, Баранцевым, М. П. Сквери, И. О. Рыбицким, Изотовым. По утверждению ряда источников, с Е. О. Заславским. Эти люди в 1875 году стали организаторами «Южно-российского союза рабочих».
В 1873 году, опасаясь ареста, В. П. Обнорский устроился смазчиком на пароход и 21 декабря 1873 года уехал за границу.
В 1874 году Обнорский побывал в Лондоне, Париже, а в Женеве устроился слесарем на завод Ваннера. В Женеве Виктор Павлович активно изучал французский язык. Он познакомился с европейским рабочим движением, усвоил социал-демократические идеи и возвратился в Россию с намерением создать в Петербурге политическую рабочую организацию, наподобие Южнорусского союза.

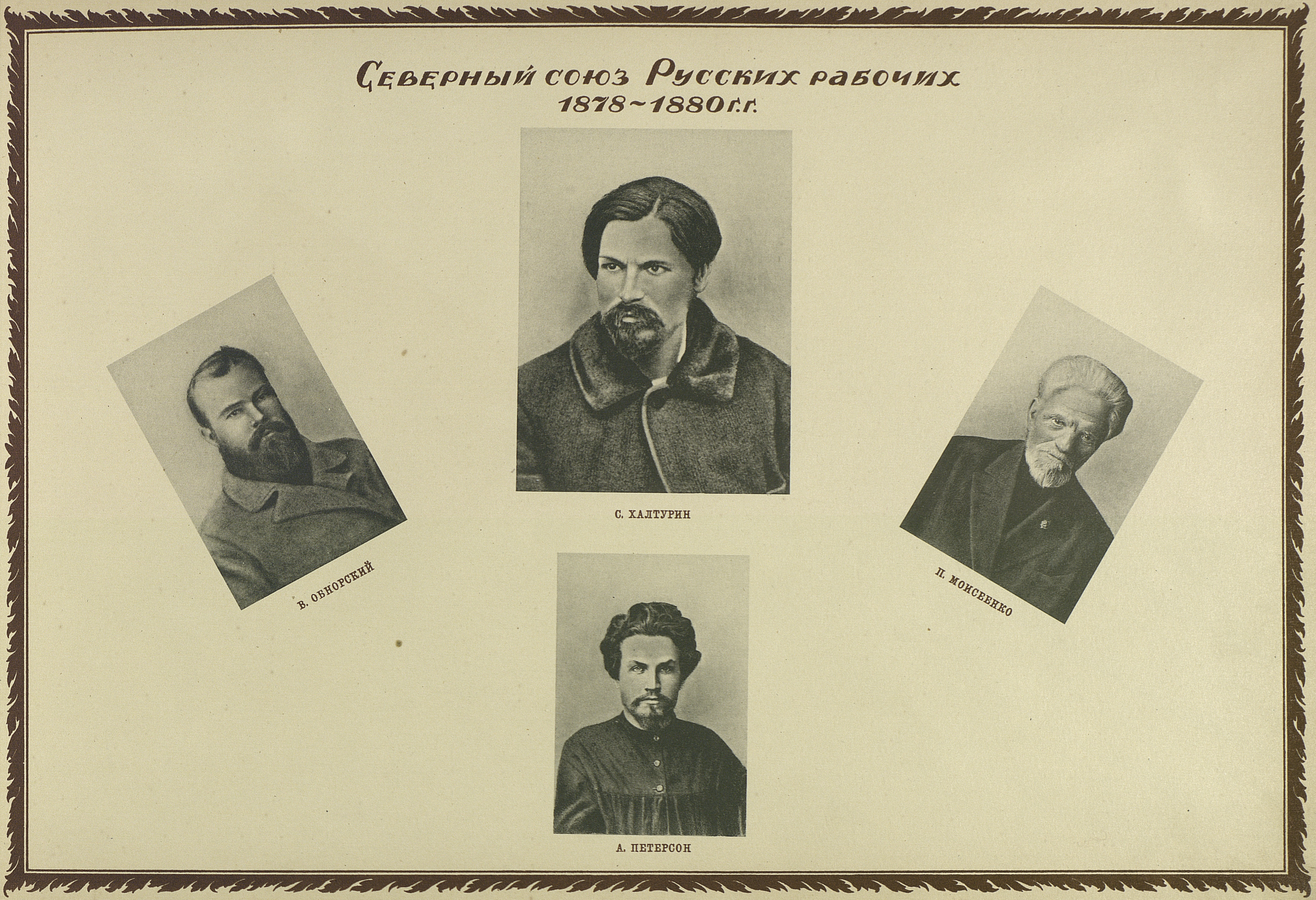
Лидеры Северно-русского рабочего союза

3 февраля 1875 года вернулся в Россию. В связи с тем, что в столице шли аресты революционеров, Обнорский вместе с Монаковым и Николаем Левашовым, вскоре покинув Санкт-Петербург, направился в деревню Фельхома Архангельской губернии Там революционеры купили кузницу и продолжили революционную пропаганду. Летом 1875 года Обнорский покинул Фельхому и вернулся в столицу, где познакомился с С. Н. Халтуриным.
В июле 1875 года — первой половине 1876 года, январе — августе 1878 года занимался созданием организации «Северно-русский рабочий союз», стал одним из авторов его программы.
В ноябре 1876 года Обнорский вновь выехал за границу. Он посетил Лондон, Париж, Женеву. В Женеве Виктор Павлович стал членом «Общества пособия политическим изгнанникам из России». В январе 1878 года вернулся в Россию. Весной и летом 1878 года совместно с другими лидерами Северно-русского рабочего союза написал программу союза, принятую на собраниях 23 и 30 декабря 1878 года.
В 1878 году, планируя создать газету для рабочих, Обнорский в третий раз отправился за границу. Он планировал купить типографские принадлежности. Виктору Павловичу удалось купить станок в Париже у «набатовцев». Но, купив, он оставил его в редакции, поручив Черкезову переправить станок в Россию после получения указаний. В ноябре 1878 года в Париже встречался с П. Л. Лавровым, от которого узнал конспиративные явки польских социалистов. Обнорский, возвращаясь обратно, посетил Краков и Варшаву.
В начале 1879 года в Варшаве и польских промышленных городах в рукописном виде стала распространяться программа «Северного союза». Проехав польские губернии, Обнорский остановился под чужой фамилией в Москве

### Каторга и революции 1917 года
Для ареста Обнорского в «Северный союз» Третьим отделением были внедрены Николай Васильевич Рейнштейн и его жена Татьяна Рейнштейн. Узнав о том, что в столице утвержден устав союза, Обнорский поспешил в Санкт-Петербург. Н. Рейнштейн дал Виктору Павловичу новый фальшивый паспорт и сообщил о дате отъезд Обнорского в Третье отделение. 24 января 1878 Виктор Павлович сел в поезд. Вместе с ним отправилось несколько шпиков, в том числе Т. Рейнштейн.
После нескольких дней слежки 29 января 1879 года был арестован и заключен в Трубецкой бастион Петропавловской крепости. 31 мая 1880 года начался суд. 11 июня был оглашен приговор. Обнорский был осужден на 10 лет каторги и на вечное поселение в Читинском округе. К этому моменту Н. Рейнштейн был убит, а «Северно-русский рабочий союз» разгромлен 12 июня 1880 года Обнорский подал ходатайство о смягчении приговора. Но 16 июня приговор Петербургского окружного суда был подтвержден. Виктор Павлович пешком в кандалах был отправлен в Карийскую каторжную тюрьму Читинской губернии. На место он прибыл в феврале 1881 года.
В связи с коронацией 15 (27) мая 1883 года Александра III был выпущен манифест, по которому срок каторжных работ сократили на треть. В 1884 году Виктор Павлович вышел на поселение. Находясь на поселении в Забайкалье, Обнорский работал на Даурских золотых приисках, бывал в Чите. С 1909 по 1919 год проживал в городе Кузнецке под надзором полиции. Первым его адресом был дом Краснухина на Базарной площади, а с 1914 года он арендовал две комнаты в доме Станкеева в Аптечном переулке. Здесь он имел мастерскую, где чинил кастрюли, примусы, ружья, самовары.
Виктор Павлович вёл замкнутый образ жизни. На политические темы разговаривал только в узком кругу.
В 1913—1914 годах пытался организовать кооперативное движение кустарей-ремесленников, но сделать это не удалось.
После Февральской революции Обнорский выступал на митингах, участвовал в работе уездного съезда Советов в 1918 году. Вокруг него сплотились прогрессивно настроенные люди Кузнецка, которые часто собирались для бесед в его мастерской. Приветствовал Октябрьскую революцию.
В 1918 году Обнорский заболел. Врачи диагностировали у него рак мочевого пузыря. После уговоров близких он согласился отправиться в Томскую больницу, несмотря на то, что Томск был под контролем чехословаков и белогвардейцев. В марте 1919 года выехали на перекладных из Кузнецка: добрались до станции Болотная, в тамбуре поезда доехали до станции Тайга, где, пересев на другой поезд, добрались до Томска. В связи с тем, что больница была переполнена, Обнорский жил в городе на частной квартире. Лишь 21 марта его поместили в терапевтическое отделение.
Умер Обнорский в Томске 17 апреля 1919 года.

## Память
- В 1942 году одна из центральных улиц Новокузнецка получила имя Обнорского. 26 октября 1967 года в Кузнецком районе на пересечении улиц Обнорского и Смирнова открыт бюст основателю «Северно-русского рабочего союза», одному из первых революционеров России — Виктору Павловичу Обнорскому (скульптор Белов). В настоящее время бюст В. П. Обнорского перенесён в начало улицы, в сквер Борцов революции[26].
- С ноября 1967 года имя Обнорского носит одна из центральных улиц в Грязовце (до 1967 — Пролетарская). В 1960-е годы выдвигался проект переименовать Грязовец в Обнорск.
- Улицы Обнорского есть также в Томске[27], Казани и Нижнем Новгороде[28].
- В октябре 2015 года Виктор Обнорский попал в опубликованный «Украинским институтом национальной памяти» «Список лиц, подпадающих под закон о декоммунизации»[29].

## Псевдонимы и подложные фамилии
- 1873 работал под фамилией Третьяков, при знакомстве с новыми людьми именовал себя Козловым из Харькова[9]
- 1875 Архангельская губерния В.Павлов[2]
- 1878 паспорт для выезда за границу Дмитрий Фёдорович Зейдер[15]
- 1879 Москва Иван Иванович Козлов[17]
- 1879 паспорт Рейнштейна: Аргентов Фёдор Михайлович — купеческий сын из Бессарабии[17]